# Landesstraße 418

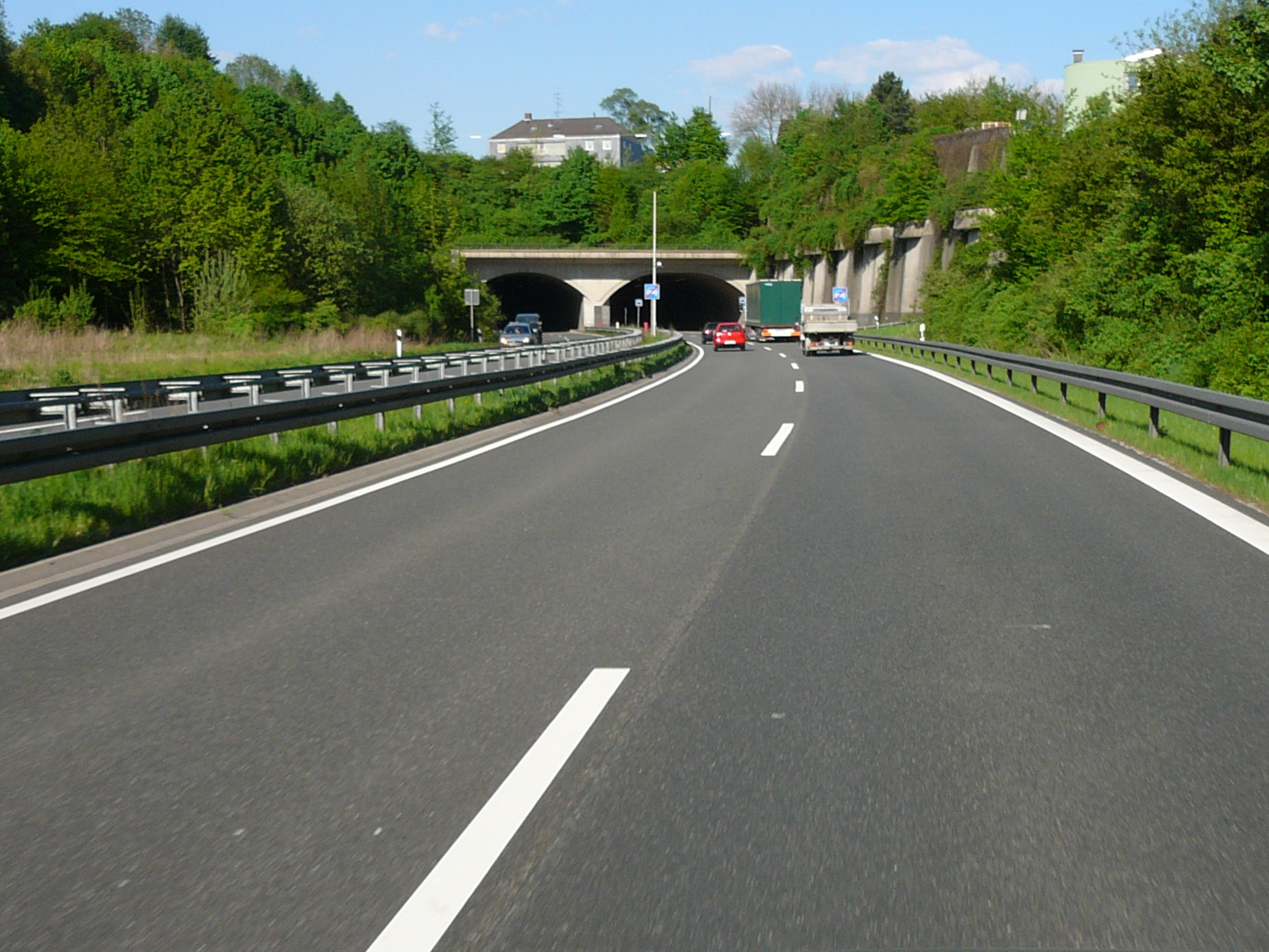
Die L 418 vor dem Hahnerberger Tunnel

Die Landesstraße 418 (L 418, Nordrhein-Westfalen) ist eine in beiden Richtungen zweispurig ausgebaute autobahnähnliche Schnellstraße im Süden der Stadt Wuppertal. Sie wird auch als Südtangente bezeichnet.

## Verlauf

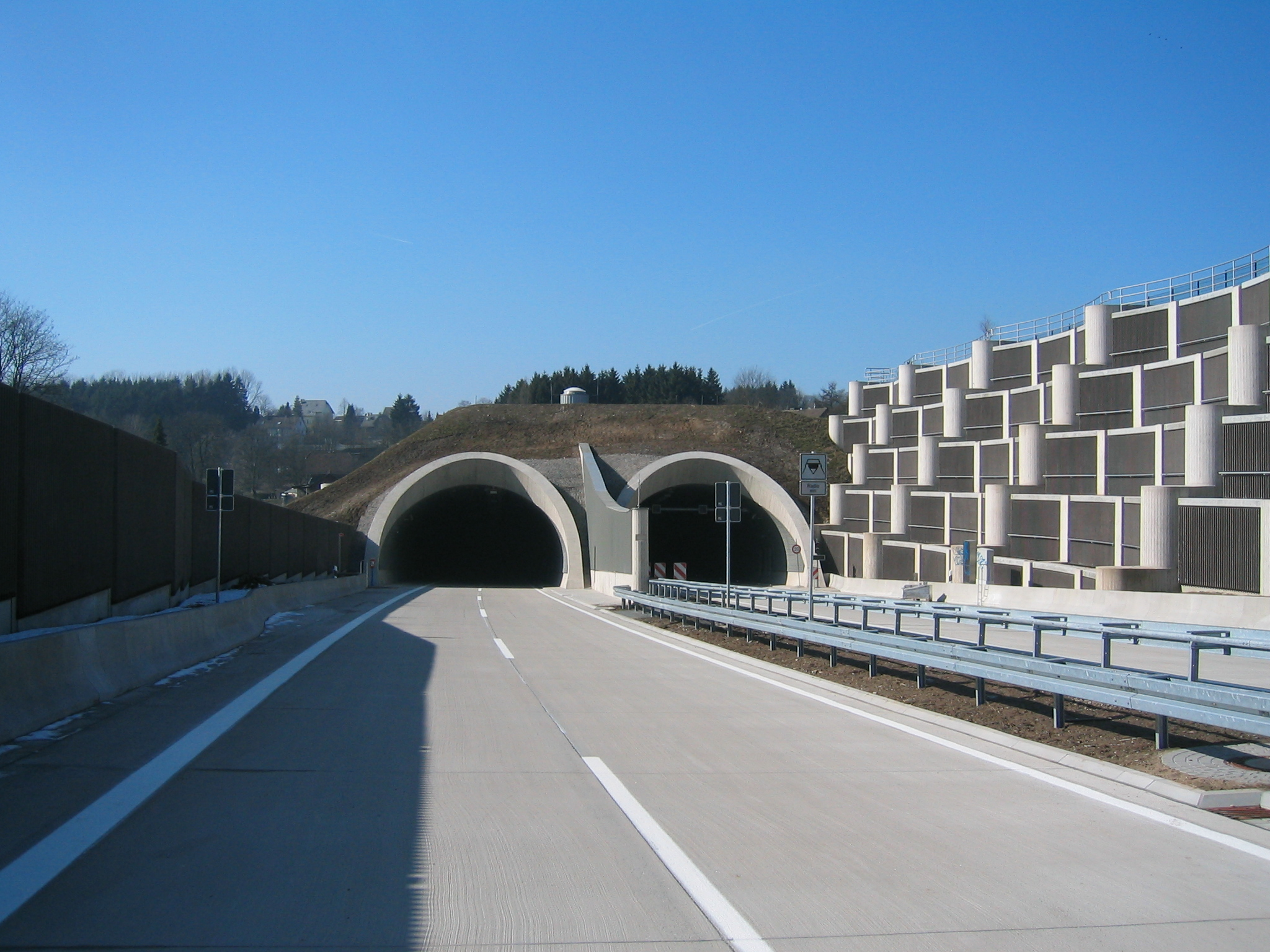
Das Ostportal des Burgholztunnels auf Küllenhahn

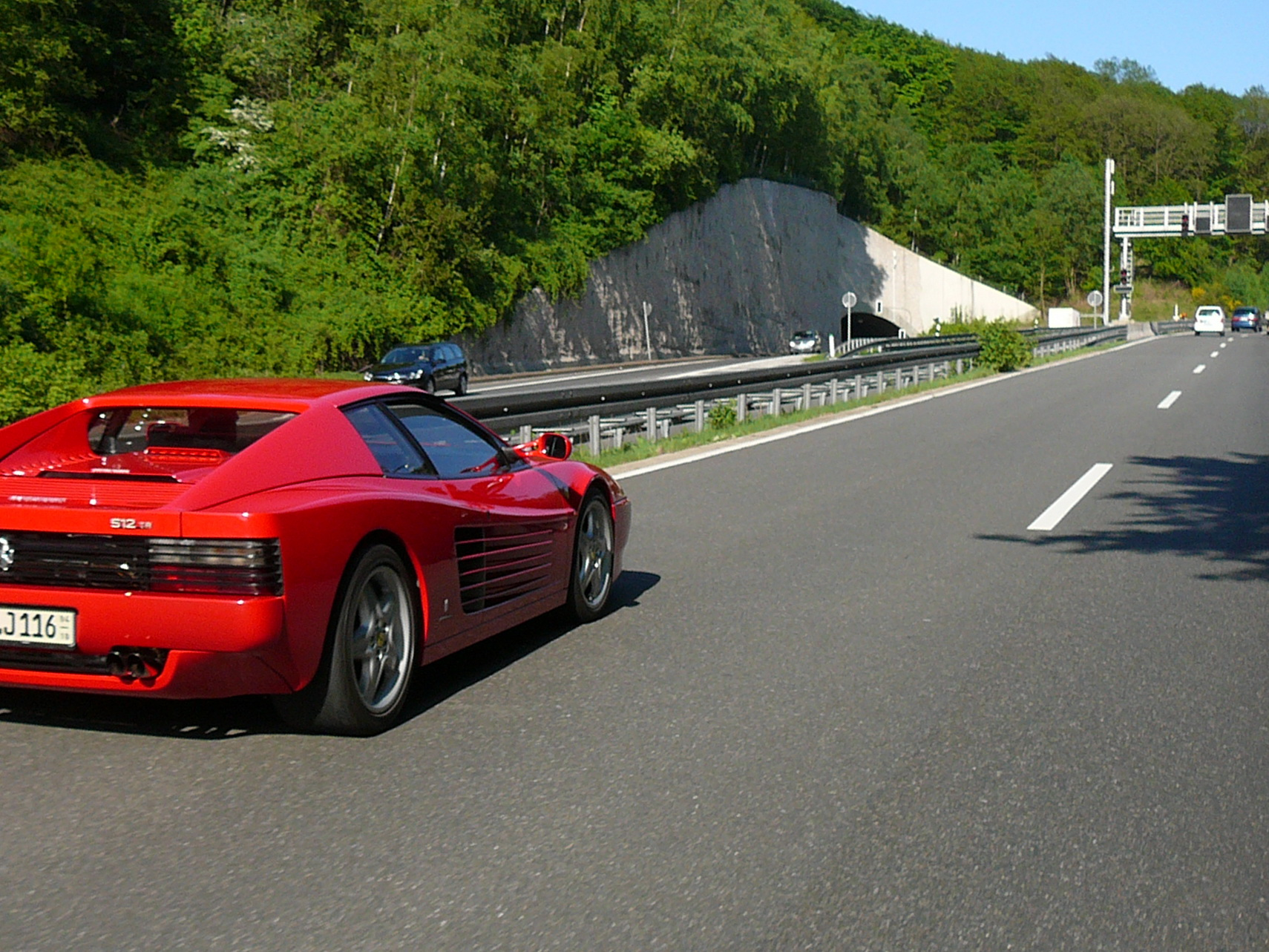
Die L 418 im Rutenbecker Bachtal, zu sehen ist ein Portal des Kiesbergtunnels

Im Westen hat die L 418 Anschluss an die Bundesautobahnen 46 und 535 am Sonnborner Kreuz. Von dort führt sie durch das Rutenbecker Bachtal hinauf bis zum Fuß des Kiesbergs. Dort zweigt die Landesstraße 70 durch den 1 Kilometer langen Kiesbergtunnel in Richtung der Wuppertaler Innenstadt ab. In Höhe des Portals des Kiesbergtunnels beginnt ebenfalls der 1,8 Kilometer lange Burgholztunnel der L 418, der unterhalb des Staatsforstes Burgholz hinauf zu den Wuppertaler Südhöhen bei Küllenhahn führt, hier liegt die erste Anschlussstelle der L 418. Am Theishahner Kreuz gelangt man über die Hahnerberger Straße in südlicher Richtung zum Stadtteil Cronenberg. In nördlicher Richtung führt die Anschlussstelle zum Ortsteil Küllenhahn sowie zur Müllverbrennungsanlage der AWG Wuppertal.
Kurz hinter dem Theishahner Kreuz befindet sich mit dem Hahnerberger Tunnel das zweite Tunnelbauwerk der Landesstraße. Hinter dem Ostportal liegt die nächste Anschlussstelle der Freudenberger Straße und der Straße Vorm Eichholz. Anschließend trennt die L 418 zwei der ehemaligen Wuppertaler Kasernen. Die nächste Anschlussstelle liegt an den Straßen Am Freudenberg und Dorner Weg. In nördlicher Richtung ist hier der Hauptcampus der Bergischen Universität Wuppertal auf dem Grifflenberg zu erreichen, kurz davor bereits der Campus Freudenberg. Die nächste Anschlussstelle befindet sich auf dem Lichtscheid bei Ronsdorf. Hier befindet sich eine dritte ehemalige Kaserne, die Colmar-Kaserne, die teilweise als Gewerbegebiet umgebaut wurde.
Im östlichen Teil geht die L 418 bei Ronsdorf in die Landesstraße 419 über, die im weiteren Verlauf nur noch je Richtung einspurig über die Blombachtalbrücke den Anschluss an die Landesstraße 58 (ehemals Bundesstraße 51) bei Wuppertal-Linde und an die Bundesautobahn 1 bei der Auffahrt Wuppertal-Ronsdorf herstellt. Mittelfristig ist ein vierstreifiger Neubau der L 419 mit direkter Autobahnanbindung geplant.
Ursprünglich war die Strecke zwischen dem Hahnerberger Tunnel und Kapellen mit Straßenlaternen versehen, aufgrund der schwachen Finanzlage der Stadt wurde die Beleuchtung Ende der 1990er Jahre abgeschaltet. Im Lauf des Jahres 2009 wurden auch die Lampen demontiert, diese wurden dann woanders im Stadtgebiet eingesetzt. Zumindest im Oktober 2009 standen noch die nackten Laternenmasten auf dem Mittelstreifen.

## Geschichte
Die Planungen zur L 418 begannen schon in den 1960er Jahren. Als erster Teilabschnitt wurde Ende der 1960er Jahre die Verbindung von der A 46 durch das Rutenbecker Bachtal und den Kiesbergtunnel (L 70) in die Wuppertaler Innenstadt realisiert. Zu diesem Zeitpunkt endete die A 46 vor Sonnborn und dieses Teilstück nahm kurzzeitig bis zur Eröffnung des Sonnborner Kreuzes den gesamten Fernverkehr aus Richtung Düsseldorf auf. Die Fortführung durch den Staatsforst Burgholz wurde schon zu diesem frühen Zeitpunkt baulich angedeutet, da die Verbindung durch den Kiesbergtunnel lediglich als Abfahrten der L 418 realisiert wurden, während die Hauptrichtungsfahrbahn in Höhe der Tunnelportale zunächst blind endete.
Der vierstreifige Ausbau der Landesstraße zwischen Küllenhahn und Lichtscheid auf der Trasse älterer innerstädtischer Straßen wurde in den 1980er Jahren begonnen. Der Lückenschluss zu dem Abschnitt im Rutenbecker Bachtal erfolgte erst 2005 mit der Eröffnung des Burgholztunnels. Lange Zeit sahen die Planungen eine oberirdische Trassierung durch das Waldgebiet vor, die aber nach langjährigen Protesten mehrerer Umwelt- und Bürgergruppen aus ökologischen Gründen zugunsten einer Tunnellösung verworfen wurde. Der Widerstand richtete sich aber auch gegen die Südtangente als solche, da mit dem Anschluss an die A 1 faktisch eine verkehrsreiche Autobahn durch das südliche Wuppertal entsteht, die voraussichtlich auch von dem Fernverkehr genutzt werden wird.
Neben der südlichen Umfahrung Wuppertals und somit der Entlastung der Autobahnen und der innerstädtischen Straßen insbesondere in der Elberfelder Südstadt, sollte die Landesstraße auch militärischen Zwecken dienen, da an ihrem Verlauf sich vier mittlerweile aufgelöste Kasernen der Bundeswehr befanden. Auf den ehemaligen Kasernengeländen haben sich zwischenzeitlich sowohl ein Fachbereich und Institute der Bergischen Universität Wuppertal als auch Industriebetriebe, insbesondere Automobilzulieferer angesiedelt. Daher trägt die Straßenverbindung auch den von Politik und Verwaltung propagierten Namen Technologieachse Süd.

## Kunstbauwerke

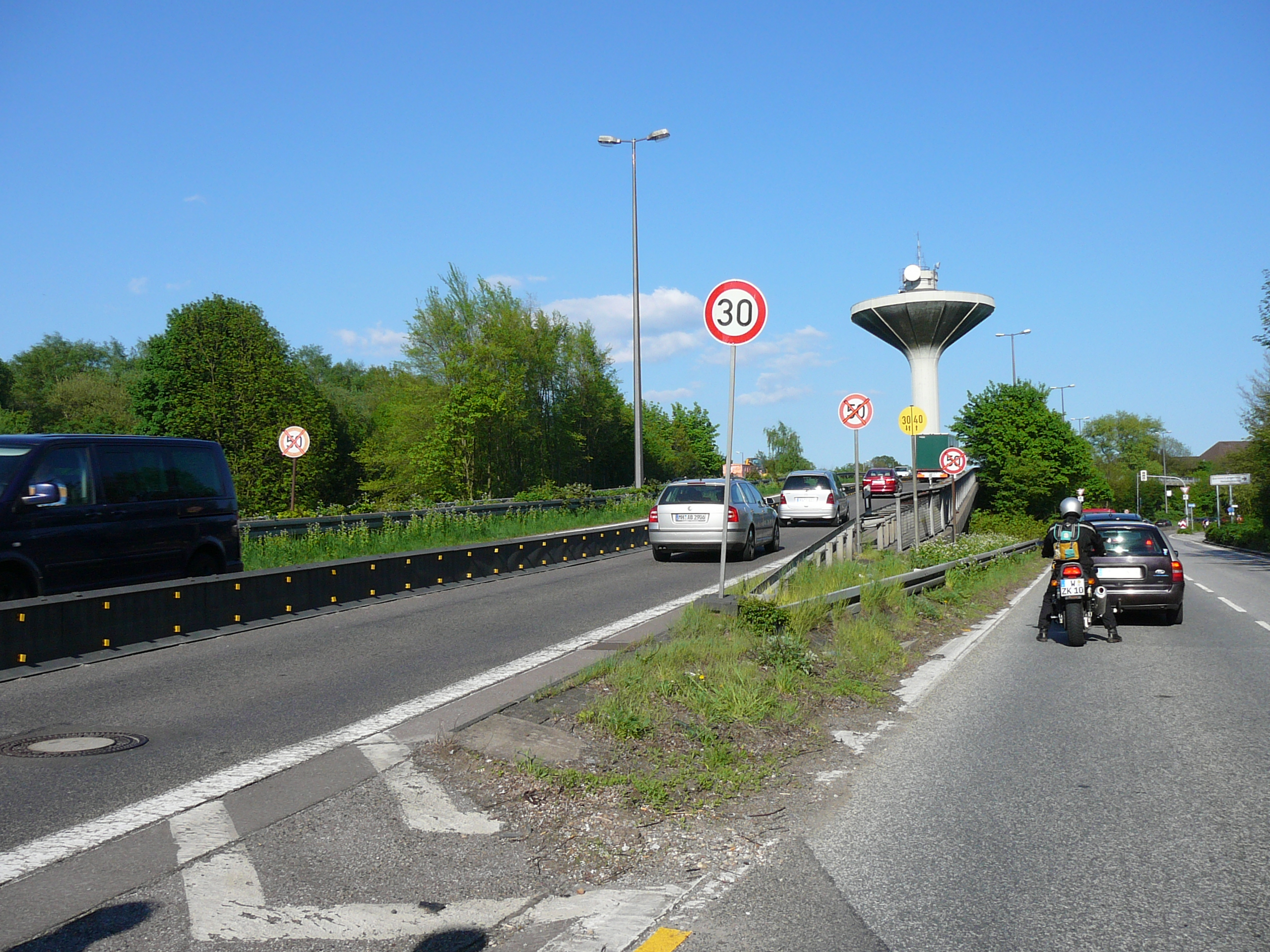
Das Lichtscheider Kreuz während der
Sanierungsmaßnahme 2007/2008

Neben dem Burgholztunnel und dem kurzen Hahnerberger Tunnel ist sicherlich der im Volksmund bekannte „Überflieger“ auf Lichtscheid, das Lichtscheider Kreuz, das aufwändigste Kunstbauwerk der L 418. Hier überquert die Schnellstraße kreuzungsfrei zwei Zubringerstraßen nach Barmen. Hier am höchsten Punkt der Stadt steht der Lichtscheider Wasserturm innerhalb des Kreuzungsbereichs. Diese Kreuzung war ein Unfallschwerpunkt, durch eine Studie wurden mehrere Entschärfungsmaßnahmen vorgestellt. Realisiert wurde eine ampelgeregelte Kreuzung zu den Zubringerstraßen. Im Zeitraum von 2007 bis 2008 wurde das Brückenbauwerk, das in der Spitzenzeit am Nachmittag von rund 1500 Fahrzeugen pro Stunde passiert wird, saniert.
Im Bereich des Sonnborner Kreuzes und Rutenbecker Bachtals überspannen zwei Fußgängerbrücken den Verlauf der L 418, vier weitere Brücken im Verlauf auf den Südhöhen.